# Березіни
Бере́зіни (рос. Берёзины) — присілок у складі Орічівського району Кіровської області, Росія. Входить до складу Мирнинського міського поселення.
Населення становить 3 особи (2010, 5 у 2002).
Національний склад станом на 2002 рік — росіяни 100 %.
У присілку народився Герой Радянського Союзу Березін Семен Петрович (1902-1967).